# Championnats du monde de course en montagne longue distance
Les championnats du monde de course en montagne longue distance sont une compétition de course en montagne disputée chaque année en montagne et qui désigne un champion. Ils sont créés en 2004 et sont d'abord nommés Challenge mondial de course de montagne longue distance jusqu'en 2014, puis deviennent les championnats du monde de course en montagne longue distance. Ils sont organisés par l'Association mondiale de course en montagne (WMRA).

## Histoire
À la suite de son congrès en 2003, l'IAAF inclut la course en montagne dans sa liste de disciplines reconnues de l'athlétisme. Pour promouvoir davantage ce sport, l'Association mondiale de course en montagne (WMRA) décide de créer un championnat longue distance, les championnats du monde de course en montagne étant courus sur des distances plutôt courtes. Après consultations avec les organisateurs de courses, une première édition test a lieu en 2004 dans le cadre de la célèbre course Sierre-Zinal,. Fort de ce premier succès, les championnats sont officialisés en 2005 sous le nom de Challenge, les vainqueurs étant toujours désignés comme « champions du monde ».
À partir de 2015, les championnats changent de nom et sont désormais désignés comme tels.
Les éditions 2017 et 2019 sont organisées conjointement avec les championnats du monde de course en montagne qui se déroulent sur le même site, à Premana en 2017 et à Villa La Angostura en 2019.
L'édition 2020 est initialement prévue le 13 novembre dans le cadre du Haría Extreme Lanzarote aux Canaries. Ce dernier est annulé en raison de la pandémie de Covid-19 tout comme les championnats.
En 2021, les championnats sont remplacés par les championnats du monde de course en montagne et trail qui combinent également les championnats du monde de course en montagne et les championnats du monde de trail.

## Épreuves
Contrairement aux championnats du monde de course en montagne qui se déroulent sur une épreuve spécifique, les championnats du monde longue distance sont intégrés à une course existante possédant une certaine notoriété et affiliée à la fédération nationale de son pays. La course sélectionnée doit avoir un parcours d'une distance inférieure ou égale à celle d'un marathon et se dérouler principalement sur des chemins ou sentiers. Le dénivelé peut être positif et négatif mais le dénivelé positif total doit excéder 2 000 m. Le point culminant de l'épreuve ne doit pas dépasser 3 000 m d'altitude. Le temps de parcours masculin doit être compris entre 2 et 4 heures. Les hommes et femmes courent sur le même parcours.
La première épreuve à accueillir les championnats est Sierre-Zinal en 2004. Le marathon de la Jungfrau a accueilli les championnats en 2007 et 2012. Le marathon de Pikes Peak à trois reprises en 2006, 2010 et 2014.
À partir de 2009, un classement par équipes est ajouté. Jusqu'en 2016, le temps des trois meilleurs coureurs de chaque équipe est additionné. À partir de 2017, c'est le système de points par position, utilisé dans les championnats du monde, qui est utilisé.

## Éditions
| Édition | Année | Course                                                    | Ville                                                     | Pays                                                      | Date                                                      |
| ------- | ----- | --------------------------------------------------------- | --------------------------------------------------------- | --------------------------------------------------------- | --------------------------------------------------------- |
| 1re     | 2004  | Sierre-Zinal                                              | Zinal, Valais                                             | Suisse                                                    | 8 août                                                    |
| 2e      | 2005  | Marathon du Vignemale                                     | Cauterets, Hautes-Pyrénées                                | France                                                    | 24 juillet                                                |
| 3e      | 2006  | Marathon de Pikes Peak                                    | Manitou Springs, Colorado                                 | États-Unis                                                | 20 août                                                   |
| 4e      | 2007  | Marathon de la Jungfrau                                   | Interlaken, Berne                                         | Suisse                                                    | 7 septembre                                               |
| 5e      | 2008  | Three Peaks Race                                          | Horton in Ribblesdale, Yorkshire                          | Royaume-Uni                                               | 26 avril                                                  |
| 6e      | 2009  | Kaisermarathon                                            | Söll, Tyrol                                               | Autriche                                                  | 10 octobre                                                |
| 7e      | 2010  | Ascension de Pikes Peak                                   | Manitou Springs, Colorado                                 | États-Unis                                                | 21 août                                                   |
| 8e      | 2011  | Gorski Maraton                                            | Podbrdo, Goriška                                          | Slovénie                                                  | 18 juin                                                   |
| 9e      | 2012  | Marathon de la Jungfrau                                   | Interlaken, Berne                                         | Suisse                                                    | 8-9 septembre                                             |
| 10e     | 2013  | Maraton Karkonoski                                        | Szklarska Poręba, Basse-Silésie                           | Pologne                                                   | 3 août                                                    |
| 11e     | 2014  | Ascension de Pikes Peak                                   | Manitou Springs, Colorado                                 | États-Unis                                                | 16 août                                                   |
| 12e     | 2015  | Marathon de Zermatt                                       | Zermatt, Valais                                           | Suisse                                                    | 4 juillet                                                 |
| 13e     | 2016  | Gorski Maraton                                            | Podbrdo, Goriška                                          | Slovénie                                                  | 18 juin                                                   |
| 14e     | 2017  | Giir di Mont                                              | Premana, Lombardie                                        | Italie                                                    | 6 août                                                    |
| 15e     | 2018  | Ultramarathon Gorski                                      | Karpacz, Basse-Silésie                                    | Pologne                                                   | 24 juin                                                   |
| 16e     | 2019  | K42 Adventure Marathon                                    | Villa La Angostura, Neuquén                               | Argentine                                                 | 16 novembre                                               |
| -       | 2020  | Championnats annulés en raison de la pandémie de Covid-19 | Championnats annulés en raison de la pandémie de Covid-19 | Championnats annulés en raison de la pandémie de Covid-19 | Championnats annulés en raison de la pandémie de Covid-19 |

## Palmarès

### Hommes
| Édition | Or                    | Argent            | Bronze             |
| ------- | --------------------- | ----------------- | ------------------ |
| 2004    | Ricardo Mejía         | Helmut Schiessl   | Billy Burns        |
| 2005    | Helmut Schiessl       | Anton Vencelj     | Daniel Bolt        |
| 2006    | Matt Carpenter        | Galen Burrell     | Zac Freudenburg    |
| 2007    | Jonathan Wyatt        | Hermann Achmüller | Gerd Frick         |
| 2008    | Jethro Lennox         | Tom Owens         | Mitja Kosovelj     |
| 2009    | Marc Lauenstein       | Jonathan Wyatt    | Ricky Lightfoot    |
| 2010    | Glenn Randall         | Marc Lauenstein   | Rickey Gates       |
| 2011    | Mitja Kosovelj        | Tom Owens         | Robbie Simpson     |
| 2012    | Markus Hohenwarter    | Mitja Kosovelj    | Hosea Tuei         |
| 2013    | Mitja Kosovelj        | Andrew Davies     | Ionut Zinca        |
| 2014    | Sage Canaday          | Azerya Teklay     | Andy Wacker        |
| 2015    | Tommaso Vaccina       | Andy Wacker       | Francesco Puppi    |
| 2016    | Alessandro Rambaldini | Marco De Gasperi  | Mitja Kosovelj     |
| 2017    | Francesco Puppi       | Pascal Egli       | Tayte Pollman      |
| 2018    | Alessandro Rambaldini | Robert Krupička   | Joseph Gray        |
| 2019    | Jim Walmsley          | Francesco Puppi   | Oriol Cardona Coll |

### Femmes
| Édition | Or                       | Argent                  | Bronze              |
| ------- | ------------------------ | ----------------------- | ------------------- |
| 2004    | Angéline Joly            | María Eugenia Rodríguez | Isabelle Guillot    |
| 2005    | Emma Murray              | Marion Kapuscinski      | Isabelle Guillot    |
| 2006    | Emma Murray              | Danelle Ballengee       | Keri Nelson         |
| 2007    | Anita Håkenstad Evertsen | Yelena Kaledina         | Zhanna Malkova      |
| 2008    | Anna Pichrtová           | Angela Mudge            | Angela Bateup       |
| 2009    | Anna Pichrtová           | Evgeniya Danilova       | Anna Frost          |
| 2010    | Brandy Erholtz           | Kim Dobson              | Anna Frost          |
| 2011    | Philippa Maddams         | Karen Alexander         | Helen Fines         |
| 2012    | Stevie Kremer            | Sabine Reiner           | Kim Dobson          |
| 2013    | Antonella Confortola     | Ornella Ferrara         | Anna Celińska       |
| 2014    | Allie McLaughlin         | Morgan Arritola         | Shannon Payne       |
| 2015    | Martina Strähl           | Aline Camboulives       | Catherine Bertone   |
| 2016    | Annie Conway             | Antonella Confortola    | Lucija Krkoč        |
| 2017    | Silvia Rampazzo          | Kasie Enman             | Denisa Dragomir     |
| 2018    | Charlotte Morgan         | Dominika Stelmach       | Silvia Rampazzo     |
| 2019    | Cristina Simion          | Adeline Roche           | Blandine L'Hirondel |